# مارتن لين (مؤرخ)
مارتن لين (بالإنجليزية: Martin Lynn)‏ هو مؤرخ نيجيري، ولد في 31 أغسطس 1931، وتوفي في 15 أبريل 2005.